# Wagoto
Le wagoto (和事), ou « style doux », est un style de jeu du théâtre kabuki qui met l'accent sur la parole et les gestes réalistes. Les acteurs wagoto n'emploient généralement pas le maquillage et les costumes exagérés communs au aragoto (« style rude ») plus outrancier.
Le wagoto est mis au point par Sakata Tōjūrō I, un acteur de la région Kamigata (Osaka-Kyoto). Les pièces qui mettent l'accent sur les rôles wagoto sont typiquement des romances tragiques. Sonezaki Shinjū (« Suicides d'amour à Sonezaki ») et Kuruwa Bunshō (« Contes des quartiers licencieux ») sont des pièces célèbres qui mettent en valeur des rôles wagoto .
Le wagotoshi se réfère aux acteurs de kabuki qui se spécialisent dans des rôles wagoto. Bandō Kakitsu I et Matsumoto Kōshirō VII sont des wagotoshi renommés.

## Source de la traduction
- (en) Cet article est partiellement ou en totalité issu de l’article de Wikipédia en anglais intitulé « Wagoto » (voir la liste des auteurs).